# سوس وانی
سوس وانی (ارمنی: Սօս Վանի زادهٔ ۱۸۹۵ - درگذشته ۲۸ مهٔ ۱۹۶۶)، نویسنده اهل ارمنستان بود.

## زندگی‌نامه
وی با نام اصلی کاراپت هوهانسیان (ارمنی: Կարապետ Յովհաննէսեան) در ۱۸۹۵ در روستای Թաղ, چاتاک، واسپوراکان به دنیا آمد و از فارغ‌التحصیل گشت.  وی در ۲۸ مه ۱۹۶۶ در سن سالگی در پیرئاس درگذشت.